# Université de pharmacie et médecine de Hô Chi Minh-Ville
L'université de pharmacie et médecine de Hô Chi Minh-Ville est située dans le 5e arrondissement de Hô Chi Minh-Ville, la plus grande ville du Viêtnam. Cette université est une école de formation de docteurs en médecine, qui sont docteurs ès sciences au Viêtnam.

## Facultés
7 facultés composent cette université :
- Faculté des sciences fondamentales ;
- Faculté de médecine ;
- Faculté de pharmacie ;
- Faculté de médecine traditionnelle vietnamienne ;
- Faculté de santé publique ;
- Faculté de technique médicale et convalescence ;
- Faculté dentomaxillofaciale.

L'université dispose par ailleurs d'un hôpital.